# ادککولی
ادککولی (به انگلیسی: Adekekuli) در هند است که در کارناتاکا واقع شده‌است.